# NBA’s 50th Anniversary All-Time Team
NBA’s 50th Anniversary All-Time Team – lista najlepszych zawodników w historii NBA ogłoszona na pięćdziesiątą rocznicę ligi. Liga została założona 6 czerwca 1946 jako Basketball Association of America. Wcześniej ogłaszano podobne listy na 25-lecie i 35-lecie ligi.
Komisarz ligi David Stern podał pełną listę graczy 29 października 1996 w hotelu Grand Hyatt Nowym Jorku, w miejscu gdzie w 1946 r. założono ligę. 50 najlepszych graczy zostało przedstawionych w Cleveland w 1997 podczas NBA All-Star Weekend. Spośród pięćdziesiątki trzech graczy było nieobecnych: nieżyjący Pete Maravich (zmarł w 1988, reprezentowali go synowie, Joshua i Jaeson), Shaquille O’Neal był kontuzjowany, zaś Jerry West przechodził operację.
Lista została ułożona według głosów pięćdziesięciu zaproszonych jurorów: 16 byłych graczy, 13 dziennikarzy, 21 generalnych menedżerów, trenerów i sędziów. Zawodnicy nie mogli głosować na siebie. Spośród biorących udział w głosowaniu byłych zawodników jedynie trzech nie zostało wybranych do grona 50. najlepszych (Bill Bradley, Johnny Kerr, Bob Lanier).

## Skład NBA 50th Anniversary All-Time Team

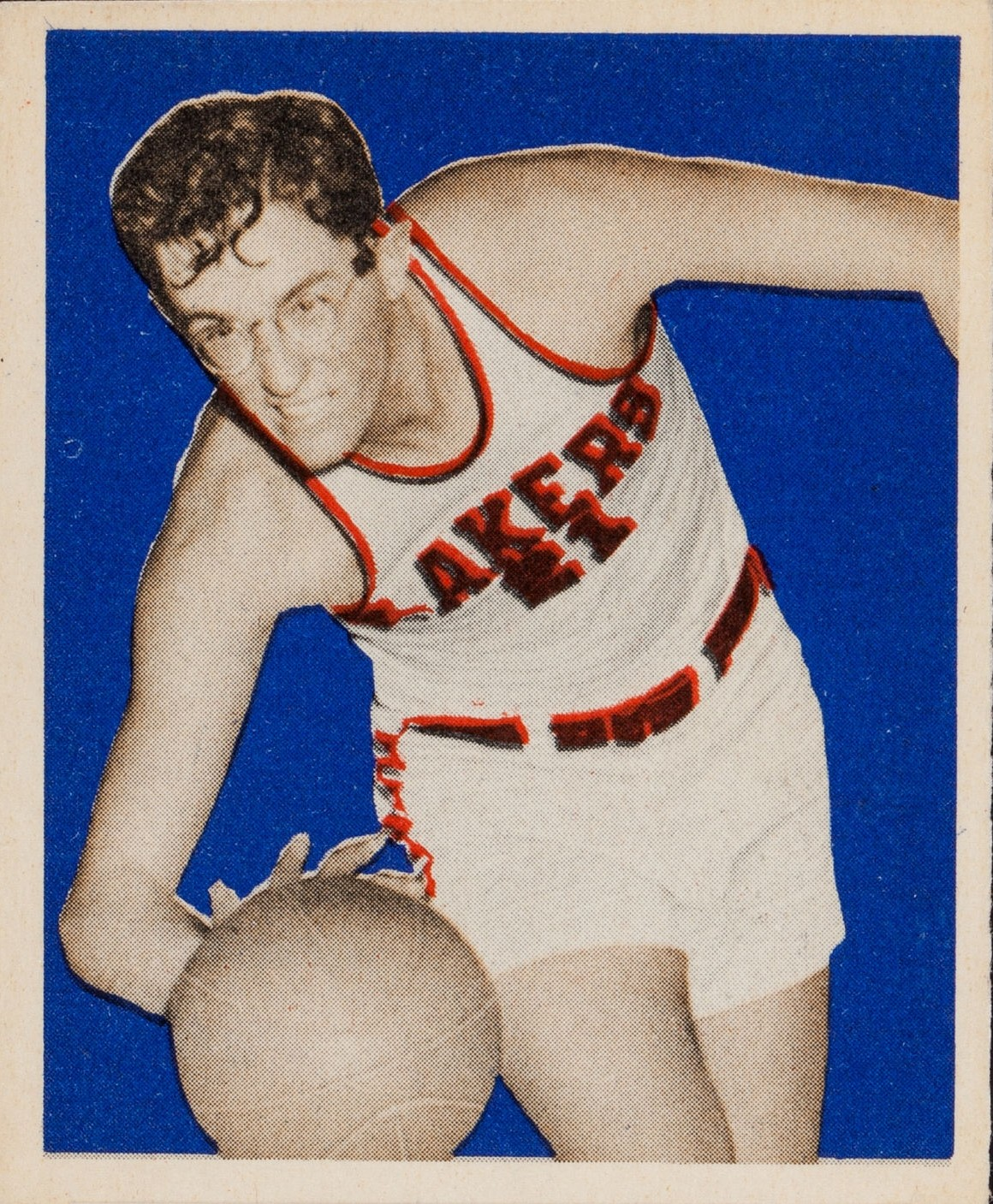
George Mikan

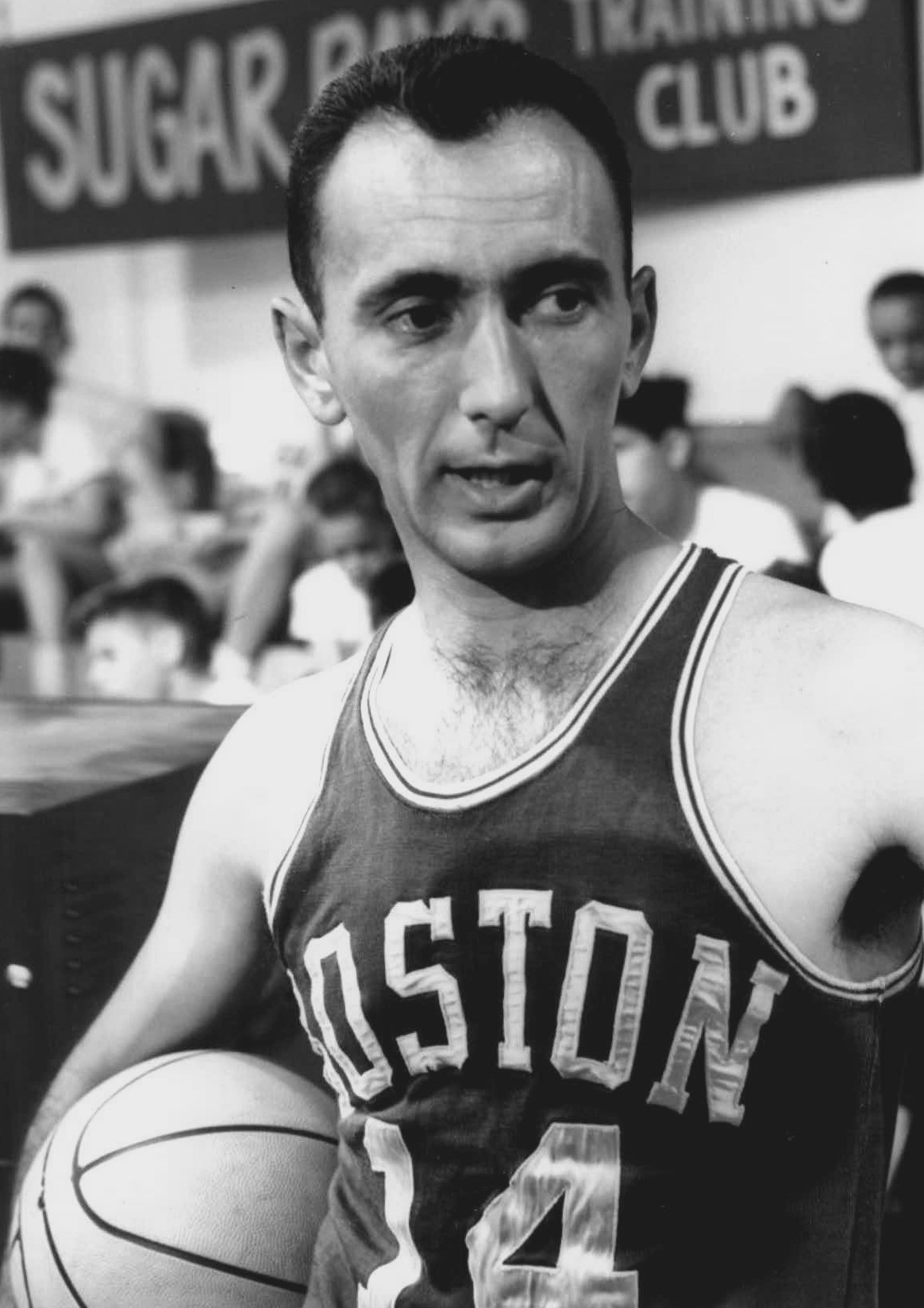
Bob Cousy

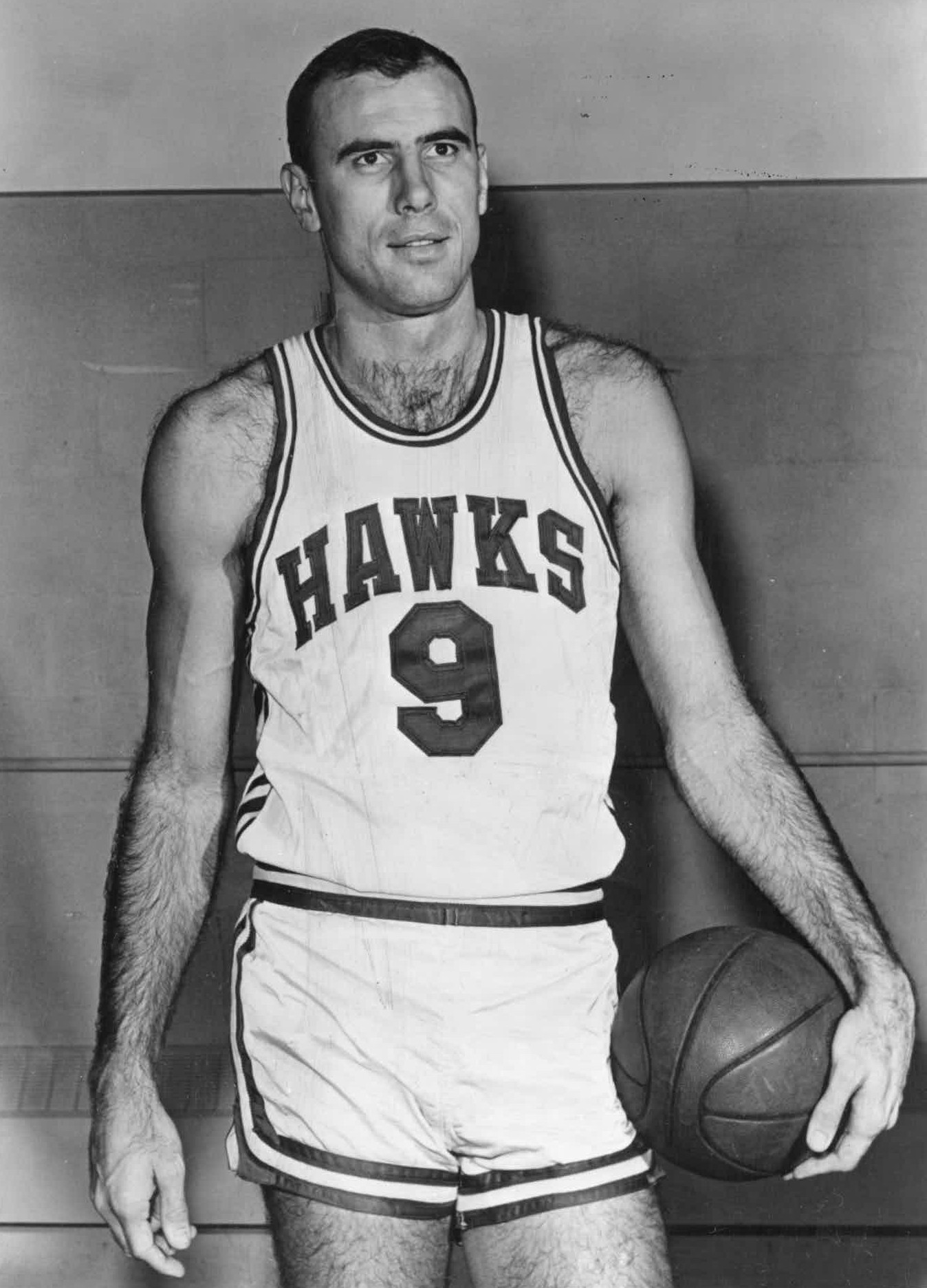
Bob Pettit

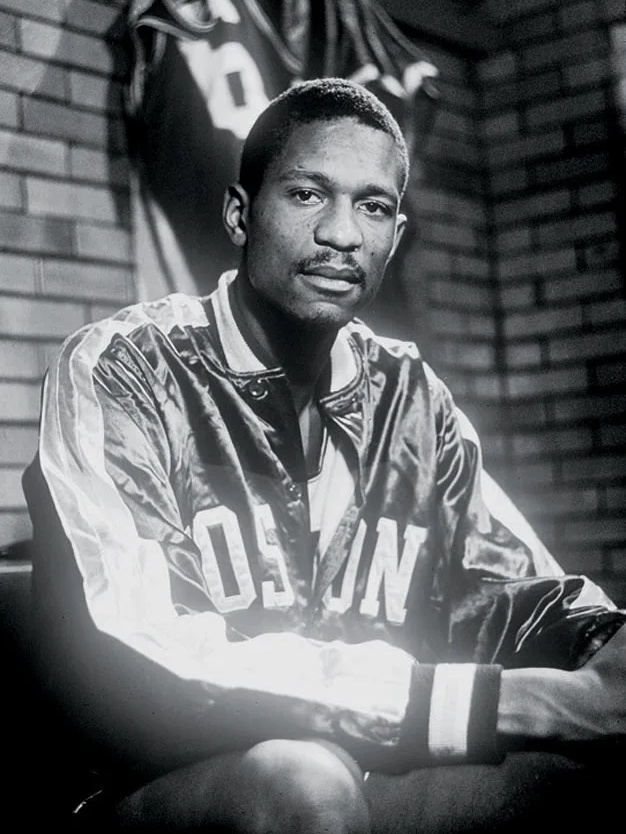
Bill Russell

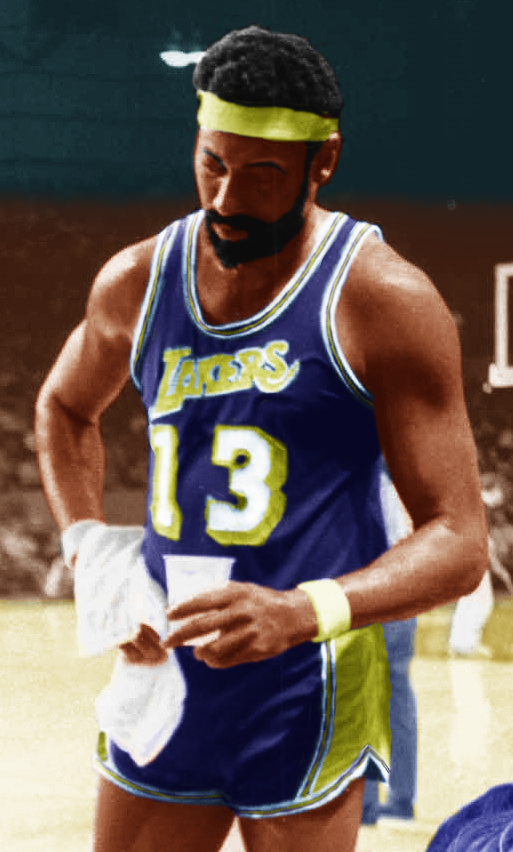
Wilt Chamberlain

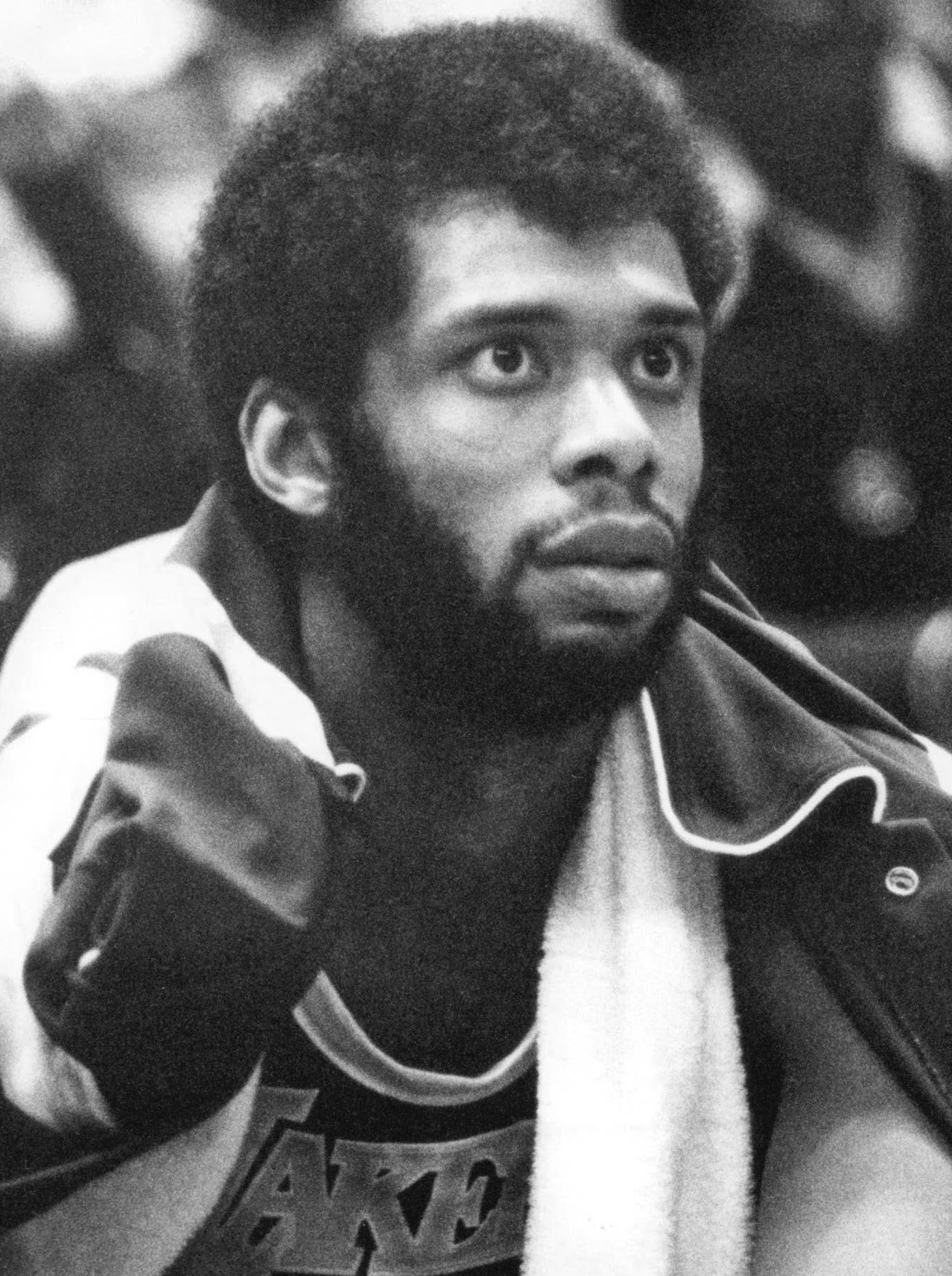
Kareem Abdul Jabbar

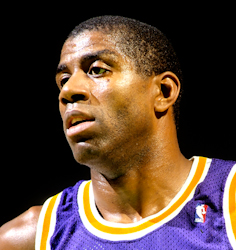
Magic Johnson

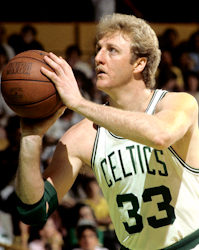
Larry Bird

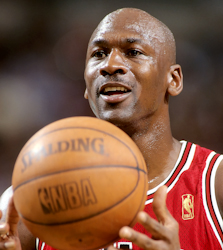
Michael Jordan

## A
- Kareem Abdul-Jabbar
- Nate Archibald
- Paul Arizin (2006)

## B
- Charles Barkley
- Rick Barry
- Elgin Baylor
- Dave Bing
- Larry Bird

## C
- Wilt Chamberlain (1999)
- Bob Cousy
- Dave Cowens
- Billy Cunningham

## D
- Dave DeBusschere (2003)
- Clyde Drexler

## E
- Julius Erving
- Patrick Ewing

## F
- Walt Frazier

## G
- George Gervin
- Hal Greer (2018)

## H
- John Havlicek (2019)
- Elvin Hayes

## J
- Magic Johnson
- Sam Jones
- Michael Jordan

## L
- Jerry Lucas

## M
- Karl Malone
- Moses Malone (2015)
- Pete Maravich (1988)
- Kevin McHale
- George Mikan (2005)
- Earl Monroe

## O
- Hakeem Olajuwon
- Shaquille O’Neal

## P
- Robert Parish
- Bob Pettit
- Scottie Pippen

## R
- Willis Reed
- Oscar Robertson
- David Robinson
- Bill Russell

## S
- Dolph Schayes (2015)
- Bill Sharman (2013)
- John Stockton

## T
- Isiah Thomas
- Nate Thurmond (2016)

## U
- Wes Unseld (2020)

## W
- Bill Walton
- Jerry West
- Lenny Wilkens
- James Worthy

## Top 10 najlepszych trenerów w historii NBA
Wraz z wyborem 50. najlepszych zawodników w historii ligi dokonano także wyboru 10. najlepszych trenerów w historii NBA. Wszyscy wybrani trenerzy nadal żyli w chwili ich wyboru. Czterech z nich – Phil Jackson, Don Nelson, Pat Riley i Lenny Wilkens – było nadal aktywnymi zawodowo. Od tamtej pory zmarło czworo z wybranych: Red Holzman w 1998, Red Auerbach w 2006, Chuck Daly w 2009 i Jack Ramsay w 2014. Jackson był ostatnim z aktywnych trenerów, swoje odejście ogłosił po zakończeniu sezonu 2010/11. Nelson jest jedynym, który nie zdobył mistrzostwa jako trener, zdobył ich natomiast pięć jako zawodnik. Wilkens jest jedynym z wybranych, który znalazł się również na liście najlepszych zawodników w historii.
| *   | Wybrany do Koszykarskiej Galerii Sław            |
| Rok | Oznacza rok wyboru do Koszykarskiej Galerii Sław |

| Trener         | Trenowane zespoły (lata) | Rezultat                           | Mistrzostwa jako trener                                  | Trener Roku NBA      | Rok  | Przyp.      |
| -------------- | --- | ---------------------------------- | -------------------------------------------------------- | -------------------- | ---- | ----------- |
| Red Auerbach*  | Washington Capitols (1946–1949) Tri-Cities Blackhawks (1949–1950) Boston Celtics (1950–1966) | 938–479 (66,2%)                    | 9 (1957, 1959, 1960, 1961, 1962, 1963, 1964, 1965, 1966) | 1 (1965)             | 1969 | [ 1 ]       |
| Chuck Daly*    | Cleveland Cavaliers (1982) Detroit Pistons (1983–1992) New Jersey Nets (1992–1994) Orlando Magic (1997–1999)                                                                                    | 564–379 (59,8%) 638–437 (59,3%)    | 2 (1989, 1990)                                           | –                    | 1994 | [ 2 ]       |
| Bill Fitch     | Cleveland Cavaliers (1970–1979) Boston Celtics (1979–1983) Houston Rockets (1983–1988) New Jersey Nets (1989–1992) Los Angeles Clippers (1994–1998)                                             | 944–1106 (46%)                     | 1 (1981)                                                 | 2 (1976, 1980)       | –    | [ 3 ]       |
| Red Holzman*   | Milwaukee / St. Louis Hawks (1954–1956) New York Knicks (1967–1982) | 696–604 (53,5%)                    | 2 (1970, 1973)                                           | 1 (1970)             | 1986 | [ 4 ]       |
| Phil Jackson*  | Chicago Bulls (1989–1998) Los Angeles Lakers (1999–2004, 2005–2011) | 414–160 (72,1%) 1155–485 (70,4%)   | 11 (1991–1993, 1996–1998, 2000–2002, 2009, 2010)         | 1 (1996)             | 2007 | [ 5 ]       |
| John Kundla*   | Minneapolis Lakers (1948–1959) | 423–302 (58,3%)                    | 5 (1949 1950, 1952, 1953, 1954)                          | –                    | 1995 | [ 6 ]       |
| Don Nelson*    | Milwaukee Bucks (1976–1987) Golden State Warriors (1988–1995, 2006–2010) New York Knicks (1995–1996) Dallas Mavericks (1997–2005)                                                               | 851–629 (57,5%) 1335–1063 (55,7%)  | –                                                        | 3 (1983, 1985, 1992) | 2012 | [ 7 ] [ 8 ] |
| Jack Ramsay*   | Philadelphia 76ers (1968–1972) Buffalo Braves (1972–1976) Portland Trail Blazers (1976–1986) Indiana Pacers (1986–1988)                                                                         | 864–783 (52,5%)                    | 1 (1977)                                                 | –                    | 1992 | [ 9 ]       |
| Pat Riley*     | Los Angeles Lakers (1981–1990) New York Knicks (1991–1995) Miami Heat (1995–2003, 2005–2008) | 798–339 (70,2%) 1210–694 (63,6%)   | 5 (1982, 1985, 1987, 1988, 2006)                         | 3 (1990, 1993, 1997) | 2008 | [ 10 ]      |
| Lenny Wilkens* | Seattle SuperSonics (1969–1972, 1977–1985) Portland Trail Blazers (1974–1976) Cleveland Cavaliers (1986–1993) Atlanta Hawks (1993–2000) Toronto Raptors (2000–2003) New York Knicks (2004–2005) | 1014–850 (54,4%) 1332–1155 (53,6%) | 1 (1979)                                                 | 1 (1994)             | 1998 | [ 11 ]      |

## Głosujący
| *                     | Oznacza głosującego, który został wybrany do grona 50 najlepszych graczy w historii NBA |
| Kategoria głosującego | Kategoria została przydzielona przez NBA                                                |

| Głosujący            | Kategoria głosującego |
| -------------------- | --------------------- |
| Kareem Abdul-Jabbar* | Zawodnik              |
| Marv Albert          | Przedstawiciel mediów |
| Al Attles            | Zespół                |
| Red Auerbach         | Zespół                |
| Elgin Baylor*        | Zespół                |
| Dave Bing*           | Zawodnik              |
| Larry Bird*          | Zespół                |
| Marty Blake          | Zespół                |
| Fran Blinebury       | Przedstawiciel mediów |
| Bill Bradley         | Zawodnik              |
| Hubie Brown          | Zespół                |
| Wilt Chamberlain*    | Zawodnik              |
| Mitch Chortkoff      | Przedstawiciel mediów |
| Bob Cousy*           | Zawodnik              |
| Billy Cunningham*    | Zespół                |
| Chuck Daly           | Zespół                |
| David DuPree         | Przedstawiciel mediów |
| Wayne Embry          | Zespół                |
| Julius Erving*       | Zawodnik              |
| Joe Gilmartin        | Przedstawiciel mediów |
| Sam Goldaper         | Przedstawiciel mediów |
| Alex Hannum          | Zespół                |
| Lester Harrison      | Zespół                |
| John Havlicek*       | Zawodnik              |
| Chick Hearn          | Przedstawiciel mediów |
| Red Holzman          | Zespół                |
| Phil Jasner          | Przedstawiciel mediów |
| Magic Johnson*       | Zawodnik              |
| Johnny Kerr          | Zawodnik              |
| Leonard Koppett      | Przedstawiciel mediów |
| Bob Lanier           | Zawodnik              |
| Frank Layden         | Zespół                |
| Leonard Lewin        | Przedstawiciel mediów |
| Jack McCallum        | Przedstawiciel mediów |
| Dick McGuire         | Zespół                |
| George Mikan*        | Zawodnik              |
| Bob Pettit*          | Zawodnik              |
| Harvey Pollack       | Zespół                |
| Jack Ramsay          | Zespół                |
| Willis Reed*         | Zespół                |
| Oscar Robertson*     | Zawodnik              |
| Bill Russell*        | Zawodnik              |
| Bob Ryan             | Przedstawiciel mediów |
| Dolph Schayes*       | Zawodnik              |
| Bill Sharman*        | Zawodnik              |
| Gene Shue            | Zespół                |
| Isiah Thomas*        | Zespół                |
| Wes Unseld*          | Zespół                |
| Peter Vecsey         | Przedstawiciel mediów |
| Jerry West*          | Zespół                |